# Chroogomphus pseudovinicolor
Chroogomphus pseudovinicolor är en svampart som beskrevs av O.K. Mill. 1967. Chroogomphus pseudovinicolor ingår i släktet Chroogomphus och familjen Gomphidiaceae.   Inga underarter finns listade i Catalogue of Life.